# Пшеславиці (Меховський повіт)
Пшеславиці (пол. Przesławice) — село в Польщі, у гміні Мехув Меховського повіту Малопольського воєводства.
Населення — 317 осіб (2011).
У 1975—1998 роках село належало до Келецького воєводства.

## Демографія
Демографічна структура станом на 31 березня 2011 року:
|          | Загалом | Допрацездатний вік | Працездатний вік | Постпрацездатний вік |
| -------- | ------- | ------------------ | ---------------- | -------------------- |
| Чоловіки | 153     | 26                 | 107              | 20                   |
| Жінки    | 164     | 34                 | 89               | 41                   |
| Разом    | 317     | 60                 | 196              | 61                   |